# Derby Philosophical Society

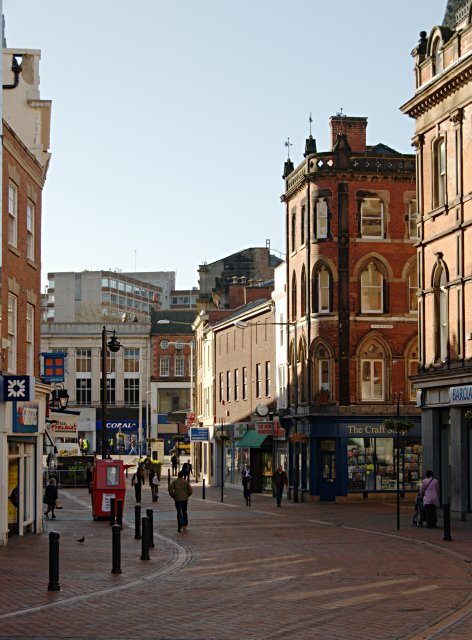
El Cornmarket, a Derby, on la societat es trobava a partir de 1783.

La Derby Philosophical Society (en català, Societat filosòfica de Derby) fou un club de Derby fundat el 1783 per Erasmus Darwin. El club tingué molts membres notables i va oferir la primera biblioteca institucional de Derby que estava disponible per alguns sectors del públic.

## Història
Els clubs i societats eren un dels aspectes més importants de la vida pública i semipública de la Gran Bretanya georgiana, tot i que les dones eren sovint excloses de tot allò més formal. Moltes d'aquestes organitzacions estaven enfocades a la ciència, o «filosofia natural» tal com en deien, i eren centres importants a nivell local per la producció i disseminació d'idees dins del moviment global europeu de la Il·lustració. Algunes d'aquestes associacions eren informals, però d'altres estaven altament organitzades, amb normes i estatuts propis i, fins i tot, amb els seus propis edificis. Alguns, a més, adquirien col·leccions de llibres, instruments científics o peces de col·lecció d'història natural, ja fos mitjançant la seva compra o gràcies a una donació.
Un club, o societat, filosòfic de Derby es trobava durant el segle xviii, i va tenir entre els seus membres persones com John Whitehurst, membre de la Societat Lunar, abans que es mudés a Londres el 1775. La societat s'anà reunint fins com a mínim l'any 1779, tot i que altres clubs ja existien a la ciutat abans que aquest. A part de Whitehurst, sembla que també van ser membres del club l'artista Joseph Wright, el seu amic Peter Perez Burdett i el reverend Joshua Winter, de l'Església de Tots Sants.
La Derby Philosophical Society fou fundada per Erasmus Darwin i un grup de socis seus el 1783 just després que es mudés a Derby des de Lichfield i de viure un curt període a Radburn Hall amb la seva nova muller Elizabeth i la seva família. El club fou inaugurat formalment el 1784 a la llar de Darwin a Full Street, a Derby. Va enviar una carta a tots els membres en la qual explicava el que ell creia que havia d'esdevenir l'associació, incloent-hi l'adquisició d'una biblioteca i potser la producció de publicacions. Sembla que també esperava que la Derby Philosophical Society seria capaç de tenir reunions conjuntes amb els "Llunàtics".
Els objectius del club eren diversos. La societat va aconseguir reunir una col·lecció notable de llibres. Els seus membres participaren en una traducció conjunta de les obres de Linnaeus del llatí a l'anglès. La traducció d'Un sistema de plantes, comentada pels membres més eminents, fou el primer llibre on va aparèixer mai el nom d'Erasmus Darwin.
La societat es trobava al King's Head Inn, al Cornmarket de Derby, prop de la casa de Darwin, situada al número 3 de Full Street.
Es diu que els membres fundadors foren set, vuit o deu persones, les següents: Richard French, Sneyd, Dr. John Hollis Pigot, Dr. John Beridge, Dr. Erasmus Darwin, Thomas Gisborne, Mr. Fox i William Strutt. Nogensmenys, Gisborne i Sneyd no van viure a Derby, per la qual cosa queden set més Erasmus Darwin, considerat el principal impulsor del club. Existeixen cròniques escrites però sovint es refereixen a la gent només pel cognom. El propòsit de la societat era fer reunions socials, però hi havia gran varietat d'interessos; molts dels membres, com Darwin, estaven associats amb la medicina. Membres més tardans foren Josiah Wedgwood, el Reverend William Pickering, el Reverend Charles Hope, el Dr. Peter Crompton, Erasmus Darwin Jr, Robert Darwin, Richard Leaper i Henry Hadley, Mr Haden, Mr Fowler, Mr Johnson, Sacheverell Pole, William Duesbury Jr, Robert Bage i Richard Archdale. Més o menys la meitat de la societat eren metges, com ara William Brooks Johnson MD, i d'altres eren gent de gran influència com Sir Robert Wilmot, l'enginyer Jedediah Strutt, el poeta Sir Brooke Boothby, el químic Charles Sylvester i els terratinents Charles Hurt, Reverend D'Ewes Coke i Thomas Evans. Crompton, Leaper i C. S. Hope van esdevenir tots alcaldes de Derby, i Edward Strutt, senyor de Belper, fou un dels últims membres.
William Strutt i Richard Forester esdevindrien ambdós presidents de la societat després de la mort de Darwin el 1803. Strutt havia estat un membre fundador i Forester era fill de Richard French, un altre membre fundador. El director d'escola local i filòsof Herbert Spencer va guanyar molta inspiració a partir de la cultura científica i literària de Derby. Fou ell qui encunyà la frase "supervivència del més apte" després de llegir el treball del net de Darwin sobre l'evolució. Un altre soci notable del club fou Abraham Bennet, tot i que no n'esdevingué mai membre, al contrari que James Pilkington, ministre radical i autor de A View of Derbyshire.
Durant el temps que Darwin va estar al capdavant de la societat vivia en una casa a Full Street, a Derby. Tot i que la casa fou derruïda, actualment s'hi pot trobar una placa commemorativa que fou col·locada el 2002 en reconeixement de les contribucions de Darwin i en recordatori de la seva fundació de la Derby Philosophical Society.
La Derby Philosophical Society era, però, només una de les moltes associacions de literatura i ciència que existien a la ciutat durant els segles xviii i xix, la qual cosa reflecteix la importància de la cultura científica pública en les províncies del Regne Unit durant aquesta època. D'altres exemples contemporanis poden ser la Derby Literary and Philosophical Society (ca. 1808-1816), el Derby Mechanics' Institute, el Derby Town and County Museum and Natural History Society (fundat el 1834) i la Literary and Scientific Society (anys 1840-1850). A aquestes caldria afegir-hi la innovadora Derbyshire General Infirmary, oberta el 1810, i el John Claudius Loudon's Derby Arboretum, obert el 1840, ambdós dels quals estaven fortament associats amb les activitats dels filòsofs de Derby i que van ajudar a crear una plataforma pública de divulgació científica.
El 1858, la Derby Philosophical Society es va mudar a una casa a Wardwick, a Derby, i es va fusionar amb el Derby Town and County Museum i la Natural History Society. Aquest moviment inclogué el volum de la societat corresponent a 4.000 volums, aparells científics i matemàtics i la seva col·lecció de fòssils.